# クリス・リチャーズ
クリストファー・ジェフリー・リチャーズ（Christopher Jeffrey Richards, 2000年3月28日 - ）は、アメリカ合衆国・アラバマ州バーミングハム出身のサッカー選手。アメリカ代表。プレミアリーグ・クリスタル・パレスFC所属。ポジションはDF。

## クラブ経歴
2017年にFCダラスのユースアカデミーに入所。U-18ユースリーグでのプレーを経て、翌年4月にプロ契約を締結。トップチームのロースターに登録されるも翌月ローン移籍の形でFCバイエルン・ミュンヘンへの加入が決定。U-19ユースチームに登録され、インターナショナル・チャンピオンズ・カップ 2018にも出場。U-19チームで先発に定着し、同年12月にはチームIIに昇格。そして2019年1月にバイエルンへの完全移籍が決定。以降チームIIでのプレーを経て、2020年6月にトップチームに昇格。同月20日のSCフライブルク戦でトップチームデビュー。
2021年2年1日、TSG1899ホッフェンハイムへの2020-21シーズン終了までのローン移籍が発表。ローン先で11試合に先発出場するなど主力選手として活躍。シーズン終了後にはホッフェンハイム側がリチャーズのローンでの再獲得を熱望していると報じられ、8月31日に再度ホッフェンハイムへのローン移籍が発表された。
2022年7月27日、クリスタル・パレスFCと5年契約を結んだ。

## 代表経歴
2019年にポーランドで開催された2019 FIFA U-20ワールドカップに、U-20のアメリカ代表で出場。2020年11月にはフル代表に初招集。17日のパナマ戦でフル代表デビューを果たした。